# Marie Abts-Ermens

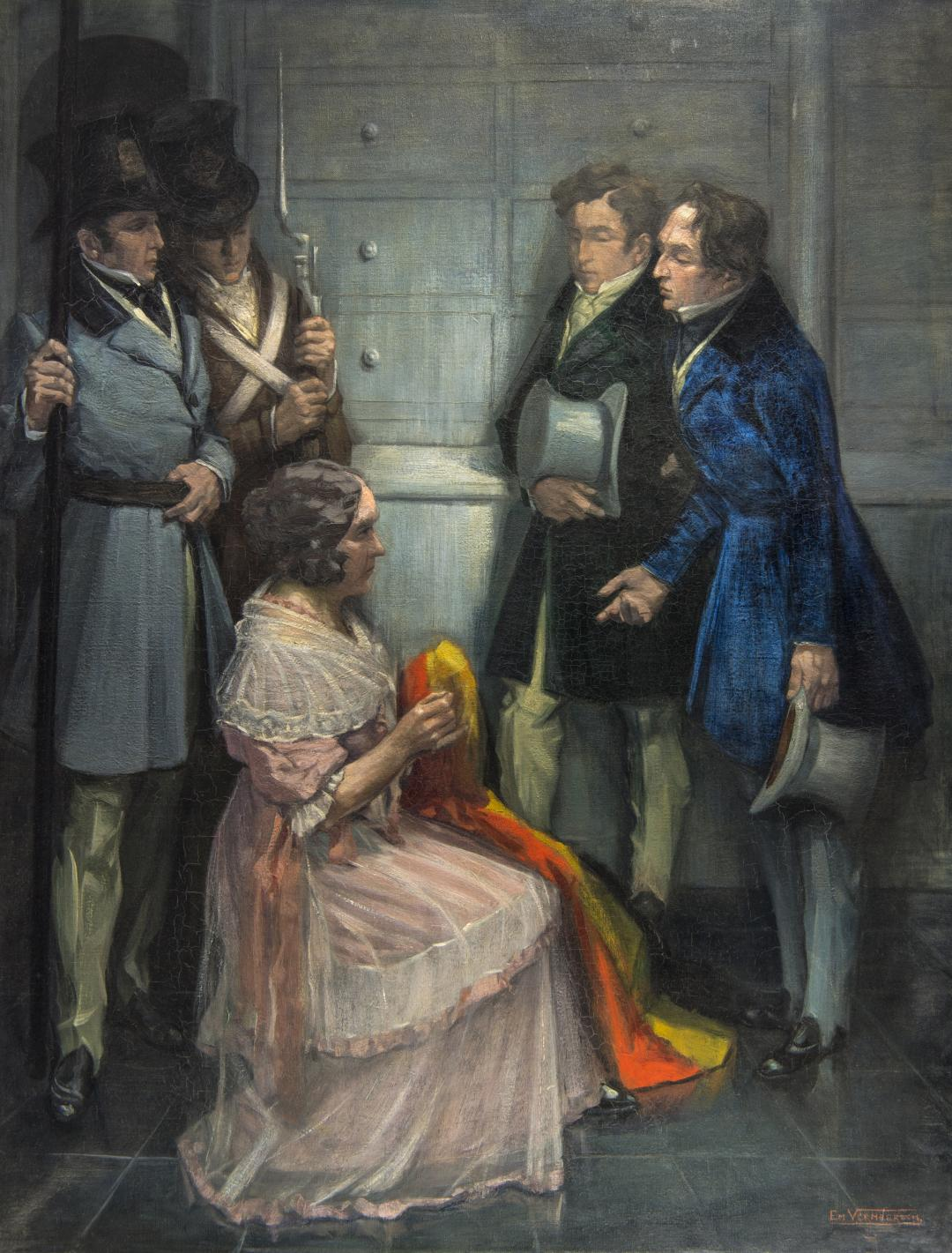
Mevrouw Marie Abts vervaardigt de eerste Belgische vlag, 26 augustus 1830 door Emile Vermeersch, 1926

De originele vlag van België, ontworpen door Jottrand en Ducpétiaux, aaneen genaaid door Marie Abts-Ermens.

Marie Abts-Ermens (Kortenberg, 10 april 1767 – Brussel, 11 september 1853) was een naaister en uitbaatster van een stoffenwinkel in Brussel. Zij was diegene die in 1830 de eerste twee exemplaren van de Vlag van België aaneen naaide.

## Biografie
Marie Ermens werd geboren als oudste dochter van Lambertus Ermens en Petronilla Schuermans. De familie Ermens was een familie van aanzien in Kortenberg. Zowel de oom als de grootvader waren meier van Kortenberg geweest. Ze bracht haar jeugd door in de woning 'In Voscapel' waarvan haar vader Lambert Ermens eigenaar en uitbater was. In Voscapel was in 1719 gebouwd als herberg aan de nieuwe steenweg van Brussel naar Leuven. Op 8 mei 1802 huwde zij met de Brusselaar François Abts, met wie ze samen een stoffenwinkel uitbaatte op de hoek van de Grasmarkt en de Heuvelstraat.
Edouard Ducpétiaux, doctor in de rechten van opleiding maar redacteur van beroep, liet op vraag van collega journalist en advocaat Lucien Jottrand op donderdag 26 augustus 1830 de eerste twee door hun ontworpen Belgische vlaggen aaneen naaien door Marie Abts-Ermens in haar stoffenzaak. Vervolgens trok hij naar het stadhuis waar hij de Franse vlag, die daar tijdens de opstand na de opvoering van de opera De Stomme van Portici de dag voordien was gehangen, door de nieuwe Belgische driekleur verving. De tweede vlag die Marie Abts-Ermens naaide, gemaakt in opdracht van een ambtenaar van het ministerie van Oorlog, Alexandre-Théodore Van Hulst, werd meegenomen in de optochten door Brussel waar de bevolking werd opgeroepen zich achter de Belgische Revolutie te scharen. De eerste Belgische vlaggen hadden banen die horizontaal waren ten opzichte van de vlaggenmast. Dit bleef zo tot 23 januari 1831.
Haar naaiwerk werd in 1926 vereeuwigd in een schilderij van Emile Vermeersch: Madame Marie Abts vervaardigt de eerste Belgische vlag, 26 augustus 1830. Dit schilderij behoort sinds 1926 tot de collectie van het Koninklijk Museum van het Leger en de Krijgsgeschiedenis in Brussel. Het is een schilderij met olieverf op doek met afmetingen 114 x 144,5 cm.
In februari 1931 werd een bronzen gedenkplaat aangebracht op de façade van het huis op de hoek van de Grasmarkt met de Heuvelstraat. 